# Henrik Stamer Hedin
Henrik Stamer Hedin (født 10. juli 1946) er dansk kommunist og oversætter, formand for Danmarks Kommunistiske Parti siden 2003 og ansvarshavende redaktør for DKPs partiavis Skub. Han blev første gang valgt til DKPs landsledelse i 1993. Ved DKP's 33. kongres, 16. – 17. juni 2012 blev han genvalgt til landsledelsen og efterfølgende genvalgt som formand for partiet af den nye landsledelse.